# Andrea Malinová
Andrea Malinová (* 1. September 1992 in Bratislava) ist eine slowakische Squashspielerin.

## Karriere
Andrea Malinová spielt vereinzelt auf der PSA World Tour und erreichte ihre höchste Platzierung in der Weltrangliste mit Rang 223 im Juli 2019. Als Mitglied der slowakischen Nationalmannschaft nahm sie mehrere Male an Europameisterschaften im Einzel teil. 2008 und 2016 schied sie dabei in der ersten Runde aus, während ihr 2019 der Einzug ins Achtelfinale gelang. Dort unterlag sie Coline Aumard in drei Sätzen. 2012 wurde sie erstmals slowakische Landesmeisterin und gewann 2016, 2017 und 2019 drei weitere Titel.

## Erfolge
- Slowakische Meisterin: 4 Titel (2012, 2016, 2017, 2019)